# Athen-Marathon
Der Athen-Marathon (griechisch Κλασσικός Μαραθωνίος Αθηνών; engl. Bezeichnung Athens Classic Marathon) ist ein Marathonlauf, der von Marathon nach Athen führt. Dieser findet in seiner heutigen Form seit 1983 statt, zunächst im Oktober, derzeit im November, und wird vom griechischen Leichtathletikverband SEGAS organisiert. Zum Programm gehören auch ein 5-km- und ein 10-km-Lauf. Mit ca. 16.000 Zieleinläufern ist er der größte Marathon in Südosteuropa.

## Geschichte

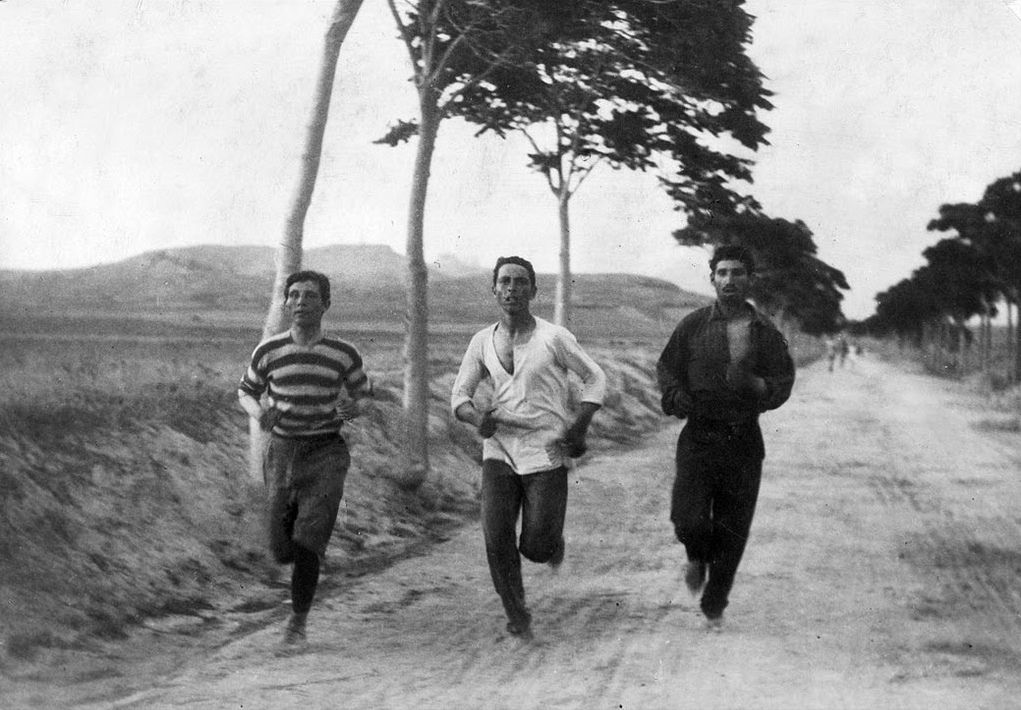
Läufer beim Training für den olympischen Marathon 1896

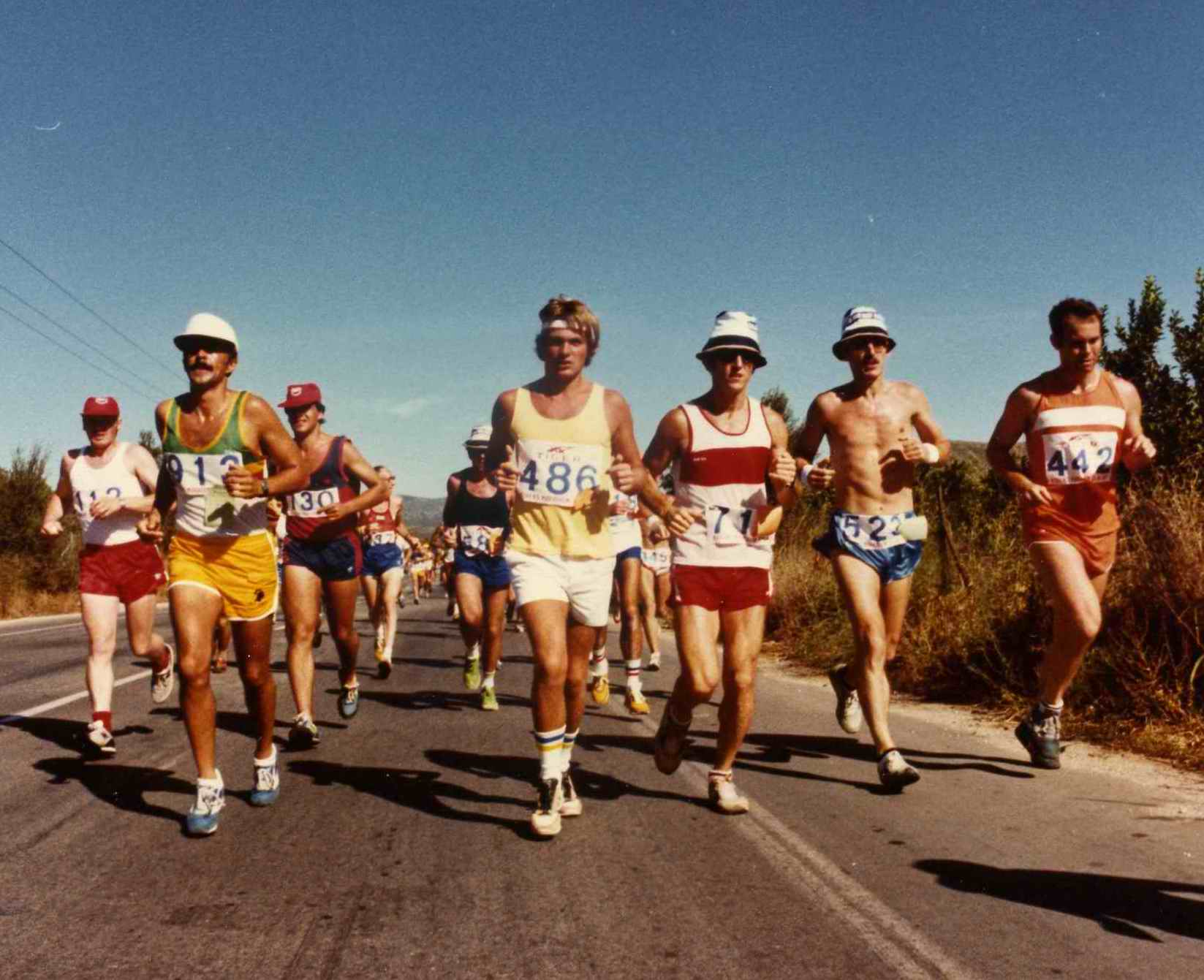
Läufer bei der Veranstaltung 1980

Der erste Marathonlauf der Neuzeit fand anlässlich der Olympischen Spiele 1896 statt. Grundlage war die Legende vom Botenläufer Pheidippides, der nach der Schlacht bei Marathon im Jahr 490 v. Chr. nach Athen gelaufen und auf dem Areopag nach Verkündung der Siegesnachricht vor Erschöpfung tot zusammengebrochen sein soll. Sieger dieses Wettkampfes war der Grieche Spyridon Louis in 2:58:50 h. Die Streckenlänge betrug damals ca. 40 km. Erst 1921 bestimmte der Internationale Leichtathletikverband IAAF die offizielle Länge von Marathonläufen mit 42,195 Kilometern, was der Distanz bei den Olympischen Spielen 1908 in London entsprach.
Nach 1896 wurde bis in die 1950er Jahre kein Marathonlauf mehr in Athen veranstaltet. Ab 1955 fand ein Marathonlauf im Frühjahr und einer seit 1972 im Herbst statt. Bei ersterer Veranstaltung lief 1969 der Engländer Bill Adcocks mit 2:11:07,2 h eine Zeit, die als Streckenrekord bis zum Olympiasieg von Stefano Baldini 2004 Bestand hatte. Bei der ersten offenen Austragung für Frauen im Oktober 1974 gewann die deutsche Eva-Maria Westphal.
Die jetzige Veranstaltung ist dem Andenken des Leichtathleten, Arztes und Politikers Grigoris Lambrakis gewidmet. Dieser organisierte kurz vor seiner Ermordung 1963 einen Friedensmarsch von Marathon nach Athen. Die Demonstration wurde durch die Polizei verboten, so dass sich Lambrakis, geschützt durch seine parlamentarische Immunität, alleine auf den Weg machte.
Bei den Leichtathletik-Europameisterschaften 1982 wurde zum ersten Mal bei den Frauen der Europameistertitel im Marathon vergeben. Auf der Strecke von Marathon nach Athen siegte die Portugiesin Rosa Mota in 2:36:04 h; bei den Männern setzte sich der Niederländer Gerard Nijboer in 2:15:16 h durch. Am 9. April 1995 wurde der letzte World Cup Marathon der IAAF ebenfalls auf der Strecke des Athen-Marathons ausgetragen. Sieger wurden der Kenianer Douglas Wakiihuri in 2:12:01 h und die Rumänin Anuța Cătună in 2:31:10 h. Auch die Marathonläufe der Leichtathletik-Weltmeisterschaften 1997 und Olympischen Spiele 2004 folgten der klassischen Route. Weltmeister wurden der Spanier Abel Antón in 2:13:16 h und die Japanerin Hiromi Suzuki in 2:29:48 h, die olympischen Goldmedaillen gingen an den Italiener Stefano Baldini (2:10:55 h) und die Japanerin Mizuki Noguchi (2:26:20 h).
Die Austragung 2010 wurde in die Feierlichkeiten zum 2500-jährigen Jubiläums der Schlacht von Marathon eingebettet.

## Strecke

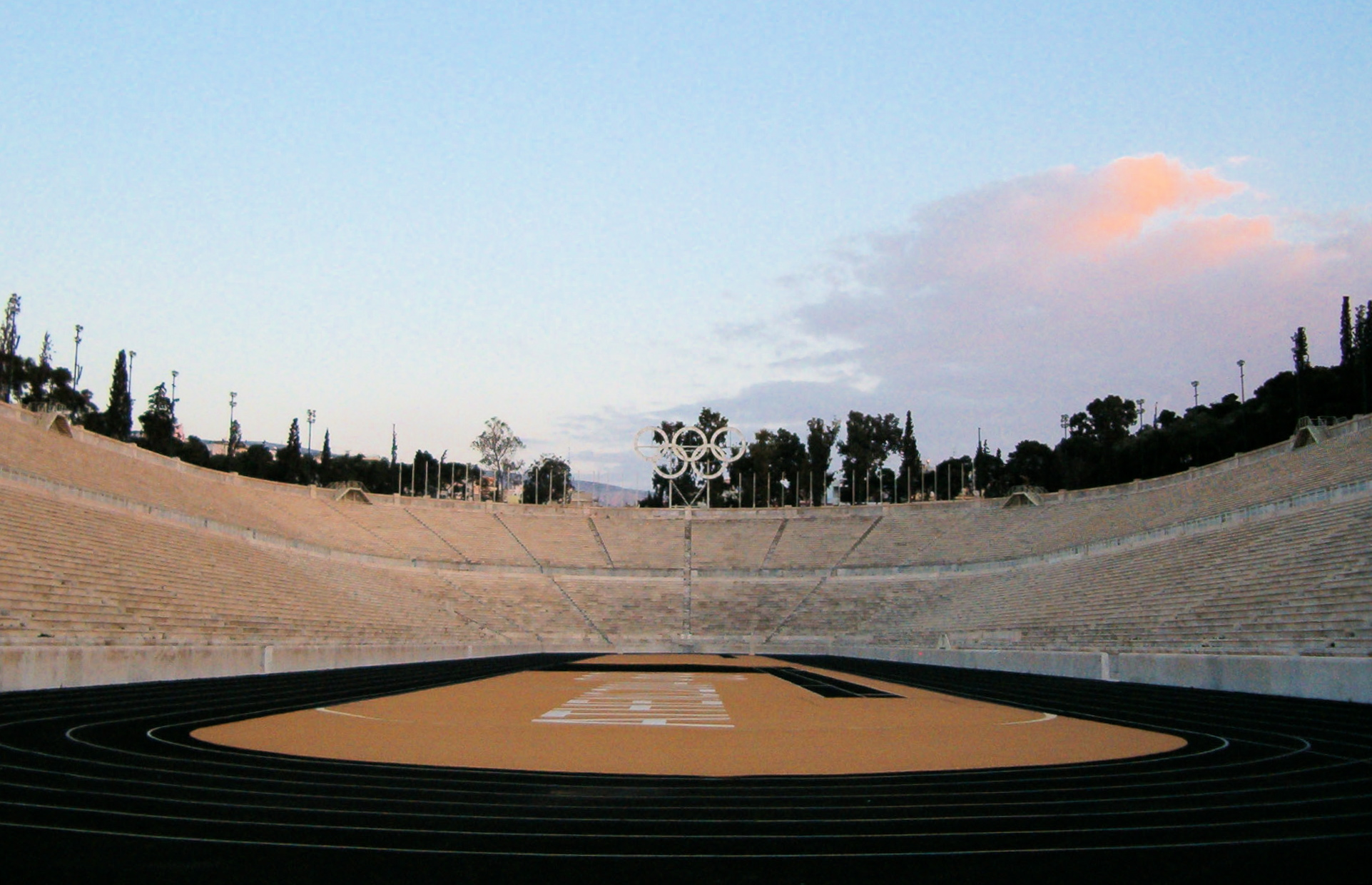
Das Panathinaiko-Stadion in Athen

Die Strecke beginnt in der Ortschaft Marathon und führt zunächst nach Süden, wobei der Grabhügel der in der Schlacht von Marathon gefallenen Athener umrundet wird. Danach wird die Stadt Nea Makri durchquert. Nach zehn flachen Kilometern kommen nun die ersten Anstiege, wobei in Summe 311 Höhenmeter zu überwinden sind. Bei Rafina biegt der Kurs nach Westen ab, und über Pikermi, Pallini und Gerakas gelangt man bei km 32 nach Agia Paraskevi, wo mit 240 m über dem Meer der höchste Punkt der Strecke erreicht wird. Von dort geht es bergab durch Chalandri und Cholargos in die Kernstadt von Athen. Das Ziel befindet sich im Panathinaiko-Stadion.

## Statistik

### Streckenrekorde
- Männer: 2:10:34 h, Edwin Kiprop Kiptoo (KEN), 2023
- Frauen: 2:26:20 h, Mizuki Noguchi (JPN), Olympische Spiele 2004

### Siegerliste
Quellen für Ergebnisse vor 2002: sport.gr,, AIMS, ARRS
| Datum         | Männer                         | Nation                         | Zeit                           | Frauen                         | Nation                         | Zeit                           |
| ------------- | ------------------------------ | ------------------------------ | ------------------------------ | ------------------------------ | ------------------------------ | ------------------------------ |
| 10. Nov. 2024 | Charalampos Pitsolis           | Griechenland                   | 2:18:56                        | Stamatia Noula                 | Griechenland                   | 2:40:20                        |
| 12. Nov. 2023 | Edwin Kiprop Kiptoo            | Kenia                          | 2:10:34                        | Sukaina Atanane                | Äthiopien                      | 2:31:53                        |
| 13. Nov. 2022 | Charalapos Pitsolis            | Griechenland                   | 2:23:44                        | Vasiliki Konstantinopoulou     | Griechenland                   | 2:46:01                        |
| 14. Nov. 2021 | Konstantinos Gkelaouzos        | Griechenland                   | 2:16:49                        | Gloria Privileggio             | Griechenland                   | 2:41:30                        |
| 2020          | wegen Corona-Pandemie abgesagt | wegen Corona-Pandemie abgesagt | wegen Corona-Pandemie abgesagt | wegen Corona-Pandemie abgesagt | wegen Corona-Pandemie abgesagt | wegen Corona-Pandemie abgesagt |
| 10. Nov. 2019 | John Komen                     | Kenia                          | 2:16:34                        | Eleftheria Petroulaki          | Griechenland                   | 2:45:50                        |
| 11. Nov. 2018 | Brimin Kipkorir                | Kenia                          | 2:10:56                        | Shelmith Nyawira               | Kenia                          | 2:36:46                        |
| 12. Nov. 2017 | Samuel Kalalei                 | Kenia                          | 2:12:17                        | Bedatu Hirpa                   | Äthiopien                      | 2:34:18                        |
| 13. Nov. 2016 | Luka Rotich Lobuwan            | Kenia                          | 2:12:48                        | Nancy Jebichi Arusei           | Kenia                          | 2:38:13                        |
| 8. Nov. 2015  | Christoforos Merousis          | Griechenland                   | 2:21:22                        | Minori Hayakari                | Japan                          | 2:52:06                        |
| 9. Nov. 2014  | Felix Kipchirchir Kandie       | Kenia                          | 2:10:37                        | Naomi Jepkogei Maiyo           | Kenia                          | 2:41:04                        |
| 10. Nov. 2013 | Hillary Kipkosgei Yego         | Kenia                          | 2:13:55                        | Nancy Joan Rotich              | Kenia                          | 2:41:34                        |
| 11. Nov. 2012 | Raymond Kimutai Bett -2-       | Kenia                          | 2:11:35                        | Consalater Chemtai Yadaa       | Kenia                          | 2:40:00                        |
| 13. Nov. 2011 | Abdelkrim Boubker              | Marokko                        | 2:11:40                        | Elfenesh Melaku                | Äthiopien                      | 2:35:25                        |
| 31. Okt. 2010 | Raymond Kimutai Bett           | Kenia                          | 2:12:40                        | Rasa Drazdauskaitė             | Litauen                        | 2:31:06                        |
| 8. Nov. 2009  | Josephat Kipkurui Ngetich      | Kenia                          | 2:13:44                        | Akemi Ozaki                    | Japan                          | 2:39:56                        |
| 9. Nov. 2008  | Paul Nicholas Lekuraa          | Kenia                          | 2:12:42                        | Mai Tagami                     | Japan                          | 2:36:58                        |
| 4. Nov. 2007  | Benjamin Kiprotich Korir       | Kenia                          | 2:14:40                        | Swetlana Ponomarenko           | Russland                       | 2:33:19                        |
| 5. Nov. 2006  | Henry Tarus                    | Kenia                          | 2:17:46                        | Chikako Ōgushi                 | Japan                          | 2:40:45                        |
| 6. Nov. 2005  | James Saina                    | Kenia                          | 2:16:15                        | Sisay Measo                    | Äthiopien                      | 2:38:39                        |
| 7. Nov. 2004  | Frederick Cherono              | Kenia                          | 2:15:28                        | Alemu Zinash                   | Äthiopien                      | 2:41:11                        |
| 2. Nov. 2003  | Amnaay Zebedayo Bayo           | Tansania                       | 2:16:59                        | Nadezhda Wijenberg             | Niederlande                    | 2:43:18                        |
| 3. Nov. 2002  | Mark Saina                     | Kenia                          | 2:18:20                        | Sonja Oberem -2-               | Deutschland                    | 2:37:29                        |
| 4. Nov. 2001  | Noah Bor                       | Kenia                          | 2:19:26                        | Sonja Oberem                   | Deutschland                    | 2:36:15                        |
| 5. Nov. 2000  | Nikolaos Polias -4-            | Griechenland                   | 2:20:50                        | Georgia Ambatzidou             | Griechenland                   | 2:53:00                        |
| 17. Okt. 1999 | Masato Yonehara                | Japan                          | 2:18:35                        | Tamaki Okuno                   | Japan                          | 2:46:46                        |
| 1. Nov. 1998  | Nikolaos Polias -3-            | Griechenland                   | 2:18:38                        | Joy Smith                      | Vereinigte Staaten             | 2:50:52                        |
| 26. Okt. 1997 | Gerasimos Kokotos              | Griechenland                   | 2:31:47                        | Melissa Hurta                  | Vereinigte Staaten             | 2:54:43                        |
| 20. Okt. 1996 | Nikitas Markakis               | Griechenland                   | 2:33:15                        | Panagiota Petropoulou -2-      | Griechenland                   | 2:56:42                        |
| 5. Nov. 1995  | Nikolaos Polias -2-            | Griechenland                   | 2:27:27                        | Panagiota Nikolakopoulou       | Griechenland                   | 2:59:45                        |
| 30. Okt. 1994 | Christos Dumas -2-             | Griechenland                   | 2:27:27                        | Kleri Stavropoulou             | Griechenland                   | 3:21:32                        |
| 24. Okt. 1993 | Nikolaos Polias                | Griechenland                   | 2:28:12                        | Panagiota Petropoulou          | Griechenland                   | 3:15:56                        |
| 18. Okt. 1992 | Christos Dumas                 | Griechenland                   | 2:31:15                        | Reiko Hirosawa                 | Japan                          | 3:05:24                        |
| 13. Okt. 1991 | Theodoros Fotopoulos           | Griechenland                   | 2:28:18                        | Sofia Sotiriadou               | Griechenland                   | 2:59:29                        |
| 21. Okt. 1990 | Johan Engholm                  | Schweden                       | 2:26:33                        | Prudence Taylor                | Neuseeland                     | 2:59:15                        |
| 22. Okt. 1989 | Jan van Rijthoven              | Niederlande                    | 2:23:19                        | Leslie Lewis                   | Vereinigte Staaten             | 2:37:42                        |
| 23. Okt. 1988 | Fjodor Ryschow                 | Sowjetunion                    | 2:17:33                        | Magdalini Poulimenou           | Griechenland                   | 2:50:59                        |
| 11. Okt. 1987 | Kevin Flanegan                 | Südafrika                      | 2:25:14                        | Irina Bogatschowa              | Sowjetunion                    | 2:43:37                        |
| 12. Okt. 1986 | Jos vander Water               | Belgien                        | 2:27:22                        | Signe Ward                     | Norwegen                       | 3:06:58                        |
| 13. Okt. 1985 | Michael Hill                   | Schweden                       | 2:26:20                        | Eryl Davies                    | Vereinigtes Königreich         | 3:04:30                        |
| 14. Okt. 1984 | Leon Swanepoel                 | Südafrika                      | 2:28:53                        | Barbara Balzer                 | Vereinigte Staaten             | 2:58:30                        |
| 9. Okt. 1983  | Martin J. McCarthy             | Vereinigtes Königreich         | 2:25:34                        | Hanne Jensen                   | Dänemark                       | 3:20:33                        |

### Entwicklung der Finisherzahlen
| Jahr |  | Marathon | Davon Frauen | 10 km  | Davon Frauen | 5 km bzw. Mini-Marathon | Davon Frauen |
| ---- |  | -------- | ------------ | ------ | ------------ | ----------------------- | ------------ |
| 2023 |  | 17.069   | 3.726        | 11.897 | 4.492        | 14.195                  | 7.574        |
| 2022 |  |          |              |        |              |                         |              |
| 2021 |  | 7.508    |              |        |              |                         |              |
| 2014 |  | 10.498   | 1.954        | 7.147  | 2.537        | 6.507                   | 3.517        |
| 2013 |  | 8.500    | 1.287        | 6.502  | 2.037        | 5.832                   | 3.119        |
| 2012 |  | 6.470    | 913          | 6.014  | 1.762        | 4.708                   | 2.534        |
| 2011 |  | 6.144    | 990          | 3.761  | 984          | 3.207                   | 1.487        |
| 2010 |  | 10.371   | 2.383        | 3.266  | 1.021        | 2.528                   | 1.196        |
| 2009 |  | 3.813    | 644          | 1.900  | 447          | 1.630                   | 699          |
| 2008 |  | 3.843    | 671          | 2.008  | 517          | 1.688                   | 651          |
| 2007 |  | 3.438    | 585          | 1.498  | 456          | 837                     | 326          |
| 2006 |  | 2.626    | 394          | 1.180  | 362          | 495                     | 193          |
| 2005 |  | 2.559    | 357          | 1.121  | 346          | ---                     | ---          |
| 2004 |  | 2.868    | 472          | 945    | 313          | ---                     | ---          |
| 2003 |  | 2.676    | 413          | ---    | ---          | 1.419                   | 349          |
| 2002 |  | 1.779    | 256          | 959    | 213          | ---                     | ---          |
| 2001 |  | 1.241    | ???          | ???    | ???          | ---                     | ---          |